# Federazione di baseball e softball della Slovenia
La Federazione slovena di baseball e softball (slv. Zveza za baseball in softball Slovenije) è un'organizzazione fondata nel 1987 per governare la pratica del baseball e del softball in Slovenia.
Organizza il campionato maschile e di softball femminile, e pone sotto la propria egida la nazionale maschile e di softball femminile.